# Rajd Wysp Kanaryjskich 2022
Rajd Wysp Kanaryjskich 2022 (46. Rally Islas Canarias) – 46. Rajd Wysp Kanaryjskich rozgrywany w dniach 12-14 maja 2022 roku na Wyspach Kanaryjskich. Była to trzecia runda Rajdowych Mistrzostw Europy w roku 2022. Rajd został rozegrany na nawierzchni asfaltowej.

## Lista startowa
Poniższa lista startowa obejmuje tylko zawodników startujących i zgłoszonych do rywalizacji w kategorii ERC w najwyższej klasie Rally 2 oraz w klasach Rally 3, Rally 4 i Rally 5.
| Nr. | Kierowca                | Pilot                  | Samochód               | Zespół                       |
| --- | ----------------------- | ---------------------- | ---------------------- | ---------------------------- |
| 1   | Efrén Llarena           | Sara Fernández         | Škoda Fabia Rally2 evo | Team MRF Tyres               |
| 2   | Nil Solans              | Marc Martí             | Volkswagen Polo GTI R5 | Nil Solans                   |
| 3   | Alberto Battistolli     | Simone Scattolin       | Škoda Fabia Rally2 evo | Alberto Battistolli          |
| 4   | Simon Wagner            | Gerald Winter          | Škoda Fabia Rally2 evo | Eurosol Racing Team Hungary  |
| 5   | Simone Tempestini       | Sergiu Itu             | Škoda Fabia Rally2 evo | Simone Tempestini            |
| 6   | Javier Pardo Siota      | Adrián Pérez Fernández | Škoda Fabia Rally2 evo | Javier Pardo Siota           |
| 7   | Simone Campedelli       | Tania Canton           | Škoda Fabia Rally2 evo | Team MRF Tyres               |
| 8   | Norbert Herczig         | Igor Bacigál           | Škoda Fabia Rally2 evo | Team MRF Tyres               |
| 9   | Yoann Bonato            | Benjamin Boulloud      | Citroën C3 Rally2      | Yoann Bonato                 |
| 10  | Josep Bassas Mas        | Axel Coronado Jiménez  | Škoda Fabia Rally2 evo | Josep Bassas Mas             |
| 11  | Grzegorz Grzyb          | Adrian Sadowski        | Škoda Fabia Rally2 evo | Topp-Cars Rally Team         |
| 12  | Enrique Cruz            | Yeray Mújica Eugenio   | Ford Fiesta Rally2     | Copi Sport                   |
| 14  | Luis Monzón             | José Carlos Déniz      | Škoda Fabia Rally2 evo | Canarias Sport Club          |
| 15  | Łukasz Kotarba          | Tomasz Kotarba         | Citroën C3 Rally2      | BTH Import Stal Rally Team   |
| 16  | Joan Vinyes             | Jordi Mercader         | Suzuki Swift R4LLY S   | Suzuki Motor Ibérica         |
| 17  | Alberto Monarri         | Carlos Cancela         | Suzuki Swift R4LLY S   | Suzuki Motor Ibérica         |
| 18  | Miguel Ángel Suárez     | Eduardo González       | Citroën C3 Rally2      | Revys Motor Sport            |
| 19  | José Luis García Molina | Alberto Chamorro       | Škoda Fabia R5         | Escudería Mollerussa         |
| 20  | Rachele Somaschini      | Nicola Arena           | Citroën C3 Rally2      | Rachele Somaschini           |
| 21  | Daniel Chwist           | Kamil Heller           | Škoda Fabia Rally2 evo | Daniel Chwist                |
| 22  | Igor Widłak             | Daniel Dymurski        | Ford Fiesta Rally3     | KG-RT                        |
| 23  | Anthony Fotia           | Arnaud Dunand          | Renault Clio Rally4    | Toksport WRT                 |
| 24  | Jon Armstrong           | Brian Hoy              | Ford Fiesta Rally4     | M-Sport Poland               |
| 25  | Laurent Pellier         | Marine Pelamourgues    | Opel Corsa Rally4      | ADAC Opel Rallye Junior Team |
| 26  | Óscar Palomo Ortíz      | Xavi Moreno            | Peugeot 208 Rally4     | Rallye Team Spain            |
| 27  | Andrea Mabellini        | Virginia Lenzi         | Renault Clio Rally4    | Toksport WRT                 |
| 28  | Norbert Maior           | Francesca Maria Maior  | Opel Corsa Rally4      | Topp-Cars Rally Team         |
| 29  | Martin László           | Dávid Berendi          | Renault Clio Rally4    | M-Sport Racing Kft.          |
| 30  | Nick Loof               | Hugo Magalhães         | Ford Fiesta Rally4     | Nick Loof                    |
| 31  | Daniel Polášek          | Kateřina Janovská      | Ford Fiesta Rally4     | Yacco ACCR Team              |
| 32  | Ola Nore Jr.            | Jack Morton            | Ford Fiesta Rally4     | Ola Nore Jr                  |
| 33  | Raúl Hernández          | Rodrigo Sanjuan        | Peugeot 208 Rally4     | Escudería Maspalomas         |
| 34  | Mattia Vita             | Massimiliano Bosi      | Ford Fiesta Rally4     | Mattia Vita                  |
| 35  | René Noller             | Anne Katharina Stein   | Peugeot 208 Rally4     | René Noller                  |
| 36  | Alex Español            | José Murado González   | Peugeot 208 Rally4     | Andorra Auto Club            |
| 37  | Victor Hansen           | Victor Johansson       | Ford Fiesta Rally4     | Victor Hansen                |
| 38  | Roberto Daprà           | Luca Guglielmetti      | Ford Fiesta Rally4     | Roberto Daprà                |
| 39  | Paulo Soria             | Marcelo Der Ohannesian | Renault Clio Rally5    | Paulo Soria                  |
| 40  | Giorgio Cogni           | Gabriele Zanni         | Renault Clio Rally5    | Giorgio Cogni                |
| 41  | Sergio Fuentes Matías   | Alain Peña Salvador    | Renault Clio Rally5    | C.D. Todo Sport              |
| 42  | Andrea Mazzocchi        | Silvia Gallotti        | Renault Clio Rally5    | Andrea Mazzocchi             |
| 43  | Ghjuvanni Rossi         | Dominique Corvi        | Renault Clio Rally5    | Ghjuvanni Rossi              |
| 44  | Emre Hasbay             | Kutay Ertugrul         | Renault Clio Rally5    | Emre Hasbay                  |
| 45  | Patrik Herczig          | Viktor Bán             | Renault Clio Rally5    | Patrik Herczig               |

## Zwycięzcy odcinków specjalnych[2]
| Dzień | Numer odcinka | Nazwa odcinka                     | Długość  | Zwycięzca odcinka | Samochód               | Czas    | Lider rajdu   |
| ----- | ------------- | --------------------------------- | -------- | ----------------- | ---------------------- | ------- | ------------- |
| 12.V  | OS1           | Las Palmas de Gran Canaria - Disa | 1,50 km  | Simon Wagner      | Škoda Fabia Rally2 evo | 1:08.6  | Simon Wagner  |
| 13.V  | OS2           | Valsequillo 1                     | 11,91 km | Efrén Llarena     | Škoda Fabia Rally2 evo | 7:43.7  | Efrén Llarena |
| 13.V  | OS3           | Santa Lucía 1                     | 14,82 km | Luis Monzón       | Škoda Fabia Rally2 evo | 9:08.4  | Luis Monzón   |
| 13.V  | OS4           | Tejeda 1                          | 20,78 km | Luis Monzón       | Škoda Fabia Rally2 evo | 12:23.6 | Luis Monzón   |
| 13.V  | OS5           | Valsequillo 2                     | 11,91 km | Simone Campedelli | Škoda Fabia Rally2 evo | 7:42.3  | Luis Monzón   |
| 13.V  | OS6           | Santa Lucía 2                     | 14,82 km | Enrique Cruz      | Ford Fiesta Rally2     | 9:10.5  | Luis Monzón   |
| 13.V  | OS7           | Tejeda 2                          | 20,78 km | Nil Solans        | Volkswagen Polo GTI R5 | 12:18.5 | Luis Monzón   |
| 14.V  | OS8           | Moya-Valleseco 1                  | 27,42 km | Efrén Llarena     | Škoda Fabia Rally2 evo | 17:09.0 | Luis Monzón   |
| 14.V  | OS9           | Arucas 1                          | 9,30 km  | Nil Solans        | Volkswagen Polo GTI R5 | 4:50.6  | Nil Solans    |
| 14.V  | OS10          | San Mateo 1                       | 12,04 km | Enrique Cruz      | Ford Fiesta Rally2     | 7:33.0  | Nil Solans    |
| 14.V  | OS11          | Moya-Valleseco 2                  | 27,42 km | Efrén Llarena     | Škoda Fabia Rally2 evo | 17:03.7 | Nil Solans    |
| 14.V  | OS12          | Arucas 2                          | 9,30 km  | Nil Solans        | Volkswagen Polo GTI R5 | 4:47.7  | Nil Solans    |
| 14.V  | OS13          | San Mateo 2                       | 12,04 km | Simon Wagner      | Škoda Fabia Rally2 evo | 7:29.3  | Nil Solans    |

## Power Stage - OS13[3]
| Miejsce | Kierowca          | Pilot             | Samochód               | Czas/strata | Pkt |
| ------- | ----------------- | ----------------- | ---------------------- | ----------- | --- |
| 1       | Simon Wagner      | Gerald Winter     | Škoda Fabia Rally2 evo | 7:29.3      | 5   |
| 2       | Efrén Llarena     | Sara Fernández    | Škoda Fabia Rally2 evo | +1.7        | 4   |
| 3       | Nil Solans        | Marc Martí        | Volkswagen Polo GTI R5 | +2.2        | 3   |
| 4       | Yoann Bonato      | Benjamin Boulloud | Citroën C3 Rally2      | +2.3        | 2   |
| 5       | Simone Campedelli | Tania Canton      | Škoda Fabia Rally2 evo | +3.8        | 1   |

## Wyniki końcowe rajdu
W klasyfikacji generalnej dodatkowe punkty przyznawane są za odcinek Power Stage.
| Poz. | Kierowca                | Pilot                  | Samochód               | Zaspół                       | Czas      | Punkty |
| ---- | ----------------------- | ---------------------- | ---------------------- | ---------------------------- | --------- | ------ |
| 1    | Nil Solans              | Marc Martí             | Volkswagen Polo GTI R5 | Nil Solans                   | 1:58:57.1 | 30+3   |
| 2    | Efrén Llarena           | Sara Fernández         | Škoda Fabia Rally2 evo | Team MRF Tyres               | +11.2     | 24+4   |
| 3    | Yoann Bonato            | Benjamin Boulloud      | Citroën C3 Rally2      | Yoann Bonato                 | +11.2     | 21+2   |
| 4    | Enrique Cruz            | Yeray Mújica Eugenio   | Ford Fiesta Rally2     | Copi Sport                   | +23.9     | 19     |
| 5    | Simone Campedelli       | Tania Canton           | Škoda Fabia Rally2 evo | Team MRF Tyres               | +1:03.9   | 17+1   |
| 6    | Josep Bassas Mas        | Axel Coronado Jiménez  | Škoda Fabia Rally2 evo | Josep Bassas Mas             | +1:09.2   | 15     |
| 7    | Emmanuel Guigou         | Kévin Bronner          | Alpine A110 Rally RGT  | Emmanuel Guigou              | +1:37.6   | *      |
| 8    | Javier Pardo Siota      | Adrián Pérez Fernández | Škoda Fabia Rally2 evo | Javier Pardo Siota           | +1:56.1   | 13     |
| 9    | Simone Tempestini       | Sergiu Itu             | Škoda Fabia Rally2 evo | Simone Tempestini            | +2:05.2   | 11     |
| 10   | Norbert Herczig         | Igor Bacigál           | Škoda Fabia Rally2 evo | Team MRF Tyres               | +2:07.0   | 9      |
| 11   | Miklós Csomós           | Attila Nagy            | Škoda Fabia R5         | Miklós Csomós                | +2:32.0   | *      |
| 12   | Miguel Ángel Suárez     | Eduardo González       | Citroën C3 Rally2      | Revys Motor Sport            | +3:45.6   | 7      |
| 13   | Łukasz Kotarba          | Tomasz Kotarba         | Citroën C3 Rally2      | BTH Import Stal Rally Team   | +5:54.8   | 5      |
| 14   | Joan Vinyes             | Jordi Mercader         | Suzuki Swift R4LLY S   | Suzuki Motor Ibérica         | +6:15.4   | 4      |
| 15   | José Luis García Molina | Alberto Chamorro       | Škoda Fabia R5         | Escudería Mollerussa         | +7:11.0   | 3      |
| 16   | Rachele Somaschini      | Nicola Arena           | Citroën C3 Rally2      | Rachele Somaschini           | +7:55.1   | 2      |
| 17   | Laurent Pellier         | Marine Pelamourgues    | Opel Corsa Rally4      | ADAC Opel Rallye Junior Team | +8:03.0   | 1      |
|      |                         |                        |                        |                              |           |        |
| 74   | Simon Wagner            | Gerald Winter          | Škoda Fabia Rally2 evo | Eurosol Racing Team Hungary  | +40:08.8  | 0+5    |

1. 1 2  Nieliczony w klasyfikacji ERC

## Klasyfikacja ERC po 3 rundach
Kierowcy
Punkty w klasyfikacji generalnej ERC otrzymuje 15 pierwszych zawodników, którzy uczestniczą w programie ERC i w ukończą wyścig, punktowanie odbywa się według klucza:
| Miejsce | 1  | 2  | 3  | 4  | 5  | 6  | 7  | 8  | 9 | 10 | 11 | 12 | 13 | 14 | 15 |
| Punkty  | 30 | 24 | 21 | 19 | 17 | 15 | 13 | 11 | 9 | 7  | 5  | 4  | 3  | 2  | 1  |

Dodatkowo punktowany jest ostatni odcinek rajdu, tzw. Power Stage, według klucza 5-4-3-2-1. W tabeli podano, które miejsce zajął zawodnik w rajdzie, a w indeksie górnym które miejsce zajął na Power Stage.
| Poz | Kierowca            | POR | AZO | ESP | POL | LAT | ITA | CZE | ? | Punkty | Naj 7 |
| --- | ------------------- | --- | --- | --- | --- | --- | --- | --- | - | ------ | ----- |
| 1   | Efrén Llarena       | 10  | 1   | 2   |     |     |     |     |   | 70     | 70    |
| 2   | Nil Solans          | 14  |     | 13  |     |     |     |     |   | 65     | 65    |
| 3   | Armindo Araújo      | 2   | 5   |     |     |     |     |     |   | 45     | 45    |
| 4   | Alberto Battistolli | 53  | 9   | 105 |     |     |     |     |   | 37     | 37    |
| 5   | Javier Pardo        | 4   | 13  | 7   |     |     |     |     |   | 35     | 35    |
| 6   | Simone Tempestini   | Ret | 42  | 8   |     |     |     |     |   | 34     | 34    |
| 7   | Bruno Magalhães     | 6   | 6   |     |     |     |     |     |   | 30     | 30    |
| 8   | Simone Campedelli   | Ret | 75  | 6   |     |     |     |     |   | 29     | 29    |
| 9   | Simon Wagner        |     | 34  | 371 |     |     |     |     |   | 28     | 28    |
| 10  | Ricardo Moura       |     | 23  |     |     |     |     |     |   | 27     | 27    |
| 11  | Yoann Bonato        |     |     | 34  |     |     |     |     |   | 23     | 23    |
| 12  | Georg Linnamäe      | 35  |     |     |     |     |     |     |   | 22     | 22    |
| 13  | Norbert Herczig     | Ret | 8   | 9   |     |     |     |     |   | 20     | 20    |
| 14  | Enrique Cruz        |     |     | 4   |     |     |     |     |   | 19     | 19    |
| 15  | Josep Bassas        | Ret | Ret | 5   |     |     |     |     |   | 17     | 17    |
| 16  | José Pedro Fontes   | 7   | 12  |     |     |     |     |     |   | 17     | 17    |
| 17  | Ricardo Teodósio    | 8   | Ret |     |     |     |     |     |   | 11     | 11    |
| 18  | Pedro Almeida       | 9   | 19  |     |     |     |     |     |   | 9      | 9     |
| 19  | Mārtiņš Sesks       | NC  | 10  |     |     |     |     |     |   | 7      | 7     |
| 20  | Joan Vinyes         | 13  | 16  | 13  |     |     |     |     |   | 6      | 6     |
| 21  | Luis Vilariño       | 11  | 18  |     |     |     |     |     |   | 5      | 5     |
| 22  | Miguel Correia      | Ret | 11  |     |     |     |     |     |   | 5      | 5     |
| 23  | Miguel Suárez       |     |     | 11  |     |     |     |     |   | 5      | 5     |
| 24  | Ken Torn            | 271 | Ret |     |     |     |     |     |   | 5      | 5     |
| 25  | Łukasz Kotarba      | Ret | 26  | 12  |     |     |     |     |   | 4      | 4     |
| 26  | Paulo Nobre         | 12  | Ret |     |     |     |     |     |   | 4      | 4     |
| 27  | José Luis García    | Ret |     | 14  |     |     |     |     |   | 2      | 2     |
| 28  | Kaspar Kasari       | 14  |     |     |     |     |     |     |   | 2      | 2     |
| 29  | Luís Rego           |     | 14  |     |     |     |     |     |   | 2      | 2     |
| 30  | Rachele Somaschini  | Ret | 20  | 15  |     |     |     |     |   | 1      | 1     |
| 31  | Alberto Monarri     | 15  | 28  | 39  |     |     |     |     |   | 1      | 1     |
| 32  | Pedro Câmara        |     | 15  |     |     |     |     |     |   | 1      | 1     |

| Kolor     | Opis                   |
| --------- | ---------------------- |
| Złoty     | Zwycięzca              |
| Srebrny   | 2. miejsce             |
| Brązowy   | 3. miejsce             |
| Zielony   | Punktowane miejsce     |
| Niebieski | Ukończył nie punktował |
| Fioletowy | Nie ukończył NU        |
| Czarny    | Wykluczony X           |
| Biały     | Nie wystartował NW     |
| Puste     | Nie brał udziału       |